# 門前 (市原市)
門前（もんぜん）は、千葉県市原市の市原地区にある大字及び町丁。現行行政地名は大字門前と門前一丁目から門前二丁目。郵便番号は290-0016。

## 概要
市原市最北部の市原地区に位置する。一部に水田が見られるものの、標高がゆるやかに高くなり、また、不規則な建物配置が広がる。

## 地理
北は市原、東は能満、南は藤井、西は郡本と接する。

## 世帯数と人口
2022年4月1日現在の世帯数と人口は以下の通りである。
| 町丁字     | 世帯数  | 人口  |
| ---------- | ------- | ----- |
| 門前       | 不明    | 不明  |
| 門前一丁目 | 84世帯  | 175人 |
| 門前二丁目 | 376世帯 | 736人 |
| 合計       | 460世帯 | 911人 |

## 通学区域
市立小学校・市立中学校及び県立高等学校の通学区域は以下の通りである。
| 町丁字     | 区域 | 小学校             | 中学校             |
| ---------- | ---- | ------------------ | ------------------ |
| 門前       | 一部 | 市原市立五所小学校 | 市原市立八幡中学校 |
| 門前       | 一部 | 市原市立市原小学校 | 市原市立市原中学校 |
| 門前一丁目 | 全域 | 市原市立市原小学校 | 市原市立市原中学校 |
| 門前二丁目 | 全域 | 市原市立市原小学校 | 市原市立市原中学校 |

## 施設
- 宝積寺 (市原市)